# Scorching Beauty
Scorching Beauty è il quinto album in studio del gruppo musicale statunitense Iron Butterfly, pubblicato nel 1975.

## Tracce
Side 1
1. 1975 Overture – 4:19 (Erik Brann, Ron Bushy, Philip Taylor Kramer, Howard Reitzes)
2. Hard Miseree – 3:42 (Brann)
3. High on a Mountain Top – 4:01 (Kramer)
4. Am I Down – 5:22 (Brann)

Side 2
1. People of the World – 3:23 (Brann)
2. Searchin' Circles – 4:38 (Brann)
3. Pearly Gates – 3:25 (Jon Anderson, Bushy)
4. Lonely Hearts – 3:14 (Brann)
5. Before You Go – 5:34 (Brann, Reitzes)

## Formazione
- Erik Brann – chitarra, voce (1,2,4-6,8,9)
- Ron Bushy – batteria, cori
- Philip Taylor Kramer – basso, voce (3,7)
- Howard Reitzes – tastiera, voce (9)